# Nauru House
Le Nauru House est un gratte-ciel situé à Melbourne dans l'État de Victoria en Australie.

## Présentation
Le Nauru House est situé au numéro 80 de la Collins Street, aux angles de Collins Street, Little Collins Street et Exhibition Street. Avec 52 étages, il est le plus haut immeuble en Australie de la fin de sa construction en 1977 jusqu'en 1980. La section transversale de l'immeuble est octogonale et sa façade est en aluminium.
Durant tout le temps où l'immeuble fut propriété de Nauru, il était flanqué à son sommet d'étoiles bleues à douze branches qui faisaient référence à l'étoile du drapeau de Nauru.

## Histoire
Le Nauru House est conçu par le cabinet d'architectes Perrott Lyon Timlock & Kesa. Il est construit de 1972 à 1977 pour le compte de la République de Nauru qui a acheté les terrains pour 5,3 millions de dollars par le biais de la Nauru Phosphate Royalties Trust. En effet, cet État nouvellement indépendant souhaite réinvestir les bénéfices de l'extraction du phosphate, ce qui valut à la tour le nom local de Birdshit Tower (Tour du guano). Le gouvernement nauruan y installe le siège de la compagnie aérienne nauruane Air Nauru, les bureaux du Nauru Phosphate Royalties Trust, son consulat en Australie, et des appartements pour les visites du président de Nauru en Australie.
De 1992 à 1994, la valeur de l'immeuble croît de 46 millions de dollars, à la suite d'un ravalement de façade effectué afin de remplacer 12 000 m2 de béton en mauvais état présent sur les parois par de l'aluminium.
En 2001, l'immeuble gagne sept mètres d'altitude et culmine à 190 mètres avec l'ajout d'un local technique sur la terrasse sommitale.
En 2004, le gratte-ciel est occupé par des créanciers qui somment le gouvernement nauruan de quitter les lieux. En novembre, l'immeuble est vendu pour 140 millions de dollars américains à la Queensland Investment Corporation en remboursement des dettes contractées par Nauru à la suite de l'effondrement de son économie.
Après la construction de l'immeuble, deux bâtiments historiques le jouxtant sont démolis pour lui permettre d'avoir une adresse sur la Collins Street. Afin de redynamiser le Nauru House, il est prévu d'installer une verrière au-dessus du patio situé aux pieds du gratte-ciel et de construire deux tours sur les emplacements dégagés par la destruction des deux bâtiments historiques : une tour de bureaux de quinze étages aux 76 et 80 Collins Street et une tour d'utilisation mixte de sept étages au 84 Collins Street.

### Source
- (en) Mission permanente de Nauru aux Nations unies - Nauru House